# 小飼弾
小飼 弾（こがい だん、1969年8月17日 - ）は、日本のオープンソース開発者。コンピューターネットワークの構築・機材販売、文書翻訳、コンサルティング業務などを行なう、株式会社ディーエイエヌの代表取締役。dankogai、ダンコーガイと呼ばれることもある。日本のWEBプログラミングの草創期から活躍している。その膨大な読書量からなる書評などを主な題材とするブログで知られ、アルファブロガーを自認する。オン・ザ・エッヂ（後のライブドア）の元取締役。

## 人物
- 日本のWebプログラミングのパイオニア[1]。歌代和正開発のjcode.plを基に、モジュール化やUTF-8の対応を施したJcode.pmを開発したことで知られる。その後、プロジェクトEncode Module(Encode.pm）のメンテナンスとPerlバージョン5.8の開発に携わった。
- 自分の人生は本によって作られてきたと言っても過言ではないといい[2]、ブログで度々行っている書評は、印税より書評投稿により得られる本のアフィリエイトの方が収益がよいと自ら言及するほどの人気を集めている。その影響力から、ブログ上で書評を書いてもらうことを目的として、出版社や著者などから数多くの本の贈呈を受けており、その数は1ヶ月に300冊にも達する[3]。本を読むのが速く[4]、1時間に10冊もの本を読める[5]。1日に５～6冊ブログに載せてる日もある[6]。読むだけなら今の5倍は大丈夫だと言うが、そこまで手が動かないという[6]。
- 将来的には紙の本は9割方姿を消すというのが持論[3]。
- Macintosh、iPhoneを愛用している。髭を蓄えており、江川達也と風貌が似ている[7]。自宅マンションが映画『バベル』に使用されている[8]。
- 現在の収入は主に投資から得ている。今は外貨投資が中心[6]。
- 日本語話者の減少を憂えている。言語の強さは経済にも直結するので、言語力の弱さは日本の国力低下も招く。また、言語は文化的多様性の根本であり、文明の仲介者でもあるので、一言語の衰退はほかの言語にとっても危機を招くと考えている[6]。

## 来歴
東京都出身。初めて言葉を話したのは3歳位と遅かった（5歳説もある）。父親から日常的に怒られ、暴力を振るわれ育った。基本的には父が家にいる週末はあまり家にいないようにしていた。ルービックキューブを目をつぶった状態で、解法を自分で見つけて日常的に解いていた。
中学入学後に学校教育に疑問を感じ、中学2年生頃から学校には行かなくなった。。学校行かなくなった代わりに、図書館で百科事典など様々な本を読んでいた。学校の大多数に教える教え方は効率が悪く、こちらのほうが勉強に無駄がなかったという。それでも定期試験の際には登校して試験を受け、テストは100点、常に1位か2位の成績を取ったという。しかし教師から反感を買っており5段階評価中４か３だった。
公立の図書館に行くのは「陽気な逃避」だったと話し、図書館では借りられる冊数は1人10冊までだったため、一家全員の名義を借りるだけでも足りず他の人の名義も借りて1度に70～80冊くらい借りていた。カバンでは入り切らないので段ボール箱を持っていって、それに入れていた。
中学卒業後すぐに16歳で大検取得。日本では大検の効力が発生するのが18歳からのため17歳でカリフォルニア大学バークレー校に入学する。留学するまでは家庭教師や塾講師として年上の生徒を教えていた。また肉体労働の経験もしている。大学時代は入学当初は分子生物学を選択していたが、実験がヘタで、データをいじるときにコンピュータを使い始めた。
大学4年の時に実家が全焼、学校を休学する。コツコツ貯めていた7000～8000冊の本が灰になった。大学で学んだコンピュータで生計を立て、29歳の時オン・ザ・エッヂの堀江貴文元社長にヘッドハンティングされる。
PerlのEncode Moduleのメンテナンスをしている。Ver5.8の開発にもかかわった。

## 年譜
- 1991年12月 - 米国カリフォルニア大学バークレー校中退
- 1996年5月 - 個人資産管理会社、ディーエイエヌ有限会社設立、代表取締役に就任（現任）
- 1999年9月 - 株式会社オン・ザ・エッヂ（後のライブドア）取締役就任
- 1999年11月 - 株式会社フープス取締役就任（オン・ザ・エッヂ49%、サイバーエージェント51%の合弁会社。その後楽天に売却され、2002年10月1日インフォシークと合併）
- 2000年5月 - オン・ザ・エッヂの取締役最高技術責任者に就任。
- 2000年12月 - オン・ザ・エッヂが中国に設立した子会社、英極軟件開発有限公司副総経理就任
- 2001年2月 - オン・ザ・エッヂ取締役退任
- 2004年11月 - ブログ「404 Blog Not Found」開始
- 2017年7月 - VALUリードエンジニアに就任

## プログラミング関係
今でもプログラムを書いており、内容は様々。受け身の性格なので、「弾さんでないと無理かな」と依頼される仕事が多い。仕様さえくれれば何でもつくれ、予算をもらえればGoogleのシステムでさえ開発できる。
単にプログラミングをするのではなく、「プログラム＋α」が大事だと思っている。プログラミングは、コンピュータ上で何かを動かす仕組みをつくる手段、コンピュータが解釈できる段取りを組む手段であって、それ自体は全然大したことがない。大切なのはプログラマが「何をするか」を決めることである。

## 持論
新書を読むべきとしている。新書は“本の器”としてベストな形状で、手に持ちやすく、適度にしなるので読みやすい。

## エピソード
Perlの開発者であるラリー・ウォールと親しい。「Perlは世界初のポストモダン・プログラミング言語である」というスピーチを貰ったことがある。

## 著書

### 単著
- 『達人に学ぶPerl/CGI道場』 インプレス 2003年2月28日 ISBN 4844317423
- 『小飼弾のアルファギークに逢ってきた』 技術評論社 2008年4月 ISBN 477413452X
- 『小飼弾の「仕組み」進化論—生き残るための"新20%ルール"』 日本実業出版社 2009年3月20日 ISBN 9784534045225
- 『空気を読むな、本を読め。小飼弾の頭が強くなる読書法』 イースト・プレス 2009年10月22日 ISBN 978-4781602387
- 『小飼弾の失言学』 洋泉社 2013年11月2日 ISBN 978-4800302496
- 『働かざるもの、飢えるべからず。』[株式会社サンガ]2009年11月25日　ISBN 978-4-904507-39-1 C0030

### 共著
- 『まるごとPerl! Vol.1 -- Web 2.0をプログラミングしよう』 インプレスジャパン・発行 インプレスコミュニケーションズ・発売 2006年9月 ISBN 4-8443-2289-3
- 『Web 2.0ツールのつかいかた—まだ、Googleだけですか?』 技術評論社 2006年11月 ISBN 4-7741-2908-9
- 『まるごとJavaScript&Ajax! Vol.1』 インプレスジャパン 2007年2月 ISBN 4-8443-2364-4
- 『2ちゃんねるはなぜ潰れないのか?』 扶桑社 2007年6月 西村博之との対談を収録 ISBN 4-5940-5388-2
- 『弾言—成功する人生とバランスシートの使い方』アスペクト 2008年9月25日 ISBN 4-7572-1533-9
- 『決弾—最適解を見つける思考の技術』アスペクト 2009年4月2日 ISBN 978-4-7572-1656-3
- 『未来改造のススメ』 (アスペクト 2010年7月26日) ISBN 9784757217959
- 『未来予測を嗤え！』 (KADOKAWA 2014年12月9日) ISBN 978-4041018156

## 備考
英語版ウィキペディアには「Naked Gun」や「Eat It」の項目が存在するということで、日本語版にスタブ状態の「窓の社」（インプレスによる窓の杜のセルフパロディ）を立項したところ、直ちに削除審議にかけられ消されたため、ウィキペディア日本語版を「他人の行為にケチをつけずにはいられない人たちが集まっている場所のようだ」と批判している。